# Uncinocythere saruri
Uncinocythere saruri är en kräftdjursart som beskrevs av Hobbs 1971. Uncinocythere saruri ingår i släktet Uncinocythere och familjen Entocytheridae. Inga underarter finns listade i Catalogue of Life.